# Selommes
Selommes é uma comuna francesa na região administrativa do Centro, no departamento Loir-et-Cher. Estende-se por uma área de 28,23 km². Em 2010 a comuna tinha 825 habitantes (densidade: 29,2 hab./km²).